# Бийский лицей
Би́йский лице́й — краевое государственное общеобразовательное учреждение. На сентябрь 2011 в лицее обучается 1 тыс. 300 человек — это не только ученики, проживающие в алтайском наукограде и Бийской зоне, но и одаренные дети со всего Алтайского края. Лауреат (2007) и победитель (2008) конкурса «Лучшие школы России» Министерства образования РФ.

## История
Основан в 1991 году согласно Решению исполнительного комитета Алтайского краевого Совета народных депутатов № 196 от 29 апреля 1991 года как инновационное учебное заведение с повышенным уровнем обучения, воспитания, спортивной и компьютерной подготовки, включающий 4 профильных отделения: физико-математическое, естественнонаучное, гуманитарное, спортивное.
Ученики лицея становились победителями краевых, всероссийских и международных олимпиад и конкурсов, в частности, в 2007 году все пять представителей лицея на Всероссийской олимпиаде школьников заняли призовые места; в 2009 году серебряную медаль на Международной олимпиаде по физике получила ученица лицея Нина Кудряшова, а в 2010 году на этой олимпиаде серебряную и бронзовую медаль соответственно получили учащиеся 11 «А» класса Алексей Алексеев и Виктор Анаскин. К этим успехам лицеистов подготовил учитель физики бийского лицея и Бийского технологического института АлтГТУ, кандидат технических наук, профессор А. Н. Аполонский.; ещё один ученик лицея, Сергей Ефимов, дважды — в 2005 и 2007 годах — входил в состав сборной России на международных олимпиадах по точным наукам.
Первоначально размещался в одном четырёхэтажном учебном здании. Дополнительный трёхэтажный корпус, соединенный переходом с основным, оставался недостроенным в течение 17 лет. В конце 2008 года, после посещения лицея губернатором, объект включили в инвестиционную программу. Он был торжественно открыт 1 сентября 2011 года в присутствии губернатора Александра Карлина. В новом корпусе разместились слесарная, столярная и швейная мастерские, кухня-лаборатория, гимнастический зал, кабинеты музыки и хореографии, а также библиотека, кабинет психолога и читальный зал. При лицее открыт также интернат на 50 мест для детей из сельской местности Алтайского края и Республики Алтай.

### Награды
В 2007 году лицей стал одним из лауреатов Всероссийского конкурса «Лучшие школы России», проводимого министерством образования, а в 2008 году вошёл в десятку победителей этого конкурса.

## Коллектив
В Бийском лицее работает 131 педагог: 7 кандидатов наук, четыре заслуженных учителя Российской Федерации, три заслуженных тренера-преподавателя РФ. 90 % учителей имеют высшую или первую квалификационные категории. Шестнадцать человек — лауреаты Всероссийского и краевого конкурсов «Учитель года», более 80 педагогов награждены отраслевыми наградами.
Один из учителей школы — историк-краевед Сергей Юрьевич Исупов, член экспертного совета Бийска, один из соавторов учебника «История Бийска» и книги «Крепость Бийская есть главная…», ставшей победительницей регионального конкурса «Лучшая книга года — 2009». Он долгие годы работал в Бийском краеведческом музее, свыше 20 лет являлся сотрудником Международного научно-туристического центра «Денисова пещера» Института археологии и этнографии СО РАН, автор трёх книг и более 50 научных и популярных статей.

### Директора
1. Сафонов, Геннадий Николаевич (c 1991 по 1998)
2. Потапов, Николай Николаевич (с 1998 по 2000)
3. Калинин, Александр Александрович, почетный гражданин Бийска[14] (с 2000 по 2010) (умер 31.10.2010)[15]
4. Полежаева, Нина Васильевна (с 2010), до этого работавшая начальником управления образования Бийска[16]

## Структура лицея

### Отделения
- Физико-математическое (ФМО)
- Физ-мат эконом
- Физ-мат ИВТ (Информатика)
- Естественнонаучное (ЕНО)
- Социально-гуманитарное (СоцГум)
- Иностранный язык (Ин. яз)

### Кафедры
- словесности;
- иностранных языков:
  - секция английского языка;
  - секция немецкого языка;
- эстетики;
- общественных дисциплин;
- физики;
- химии и экологии;
- математики;
- естественных дисциплин:
- начального обучения;
- физической культуры;
- технологии;

## Известные выпускники
- Прокопьев, Александр Сергеевич - депутат Государственной думы РФ VI созыва.
- Эренбург, Сергей Владимирович - шахматист, гроссмейстер. Незадолго до окончания обучения эмигрировал в Израиль, позже в США.